# کورتیس‌رایت سی-۷۶ کاراوان
کورتیس‌رایت سی-۷۶ کاراوان (به انگلیسی: Curtiss-Wright C-76 Caravan)  (با نام شرکتی CW-27 ) یک هواپیمای ترابری نظامی با بدنهٔ‌تمام چوب ساخت آمریکا بود. سی-۷۶ به عنوان یک هواپیمای استاندارد جایگزین در صورت کمبودهای ممکن آلیاژهای سبک در زمان جنگ در نظر گرفته شد. با این حال، نمونهٔ اولیه هواپیمای تولیدشده در چندین آزمایش حیاتی پرواز و استاتیک شکست خورد و پس از اینکه مشخص شد تولید آلومینیوم ایالات متحده برای نیازهای دفاعی زمان جنگ کافی است، سفارشات برای سی-۷۶ لغو شد و تولید آن پایان یافت.